# Montemurlo
Montemurlo és un comune (municipi) a la província de Prato a la regió italiana de la Toscana, situat uns 25 km al nord-oest de Florència i uns 8 km al nord-oest de Prato.
Montemurlo limita amb els següents municipis: Agliana, Cantagallo, Montale, Prato i Vaiano.

## Principals llocs d'interès

### Esglésies
- Capella a la granja Javello
- Capella a la fortalesa de Montemurlo
- Capella a Villa del Barone a Bagnolo di Sopra
- Capella a Villa Giamari a Fornacelle
- Església parroquial de San Giovanni Battista Decollato al castell de Montemurlo
- Sagrat Cor de Jesús a Montemurlo
- San Pietro in Albiano
- Santa Maria Maddalena de' Pazzi a Bagnolo
- Santa Maria Mare de l'Església a Oste
- Santa Maria Mare de Déu a Fornacelle

### Villas

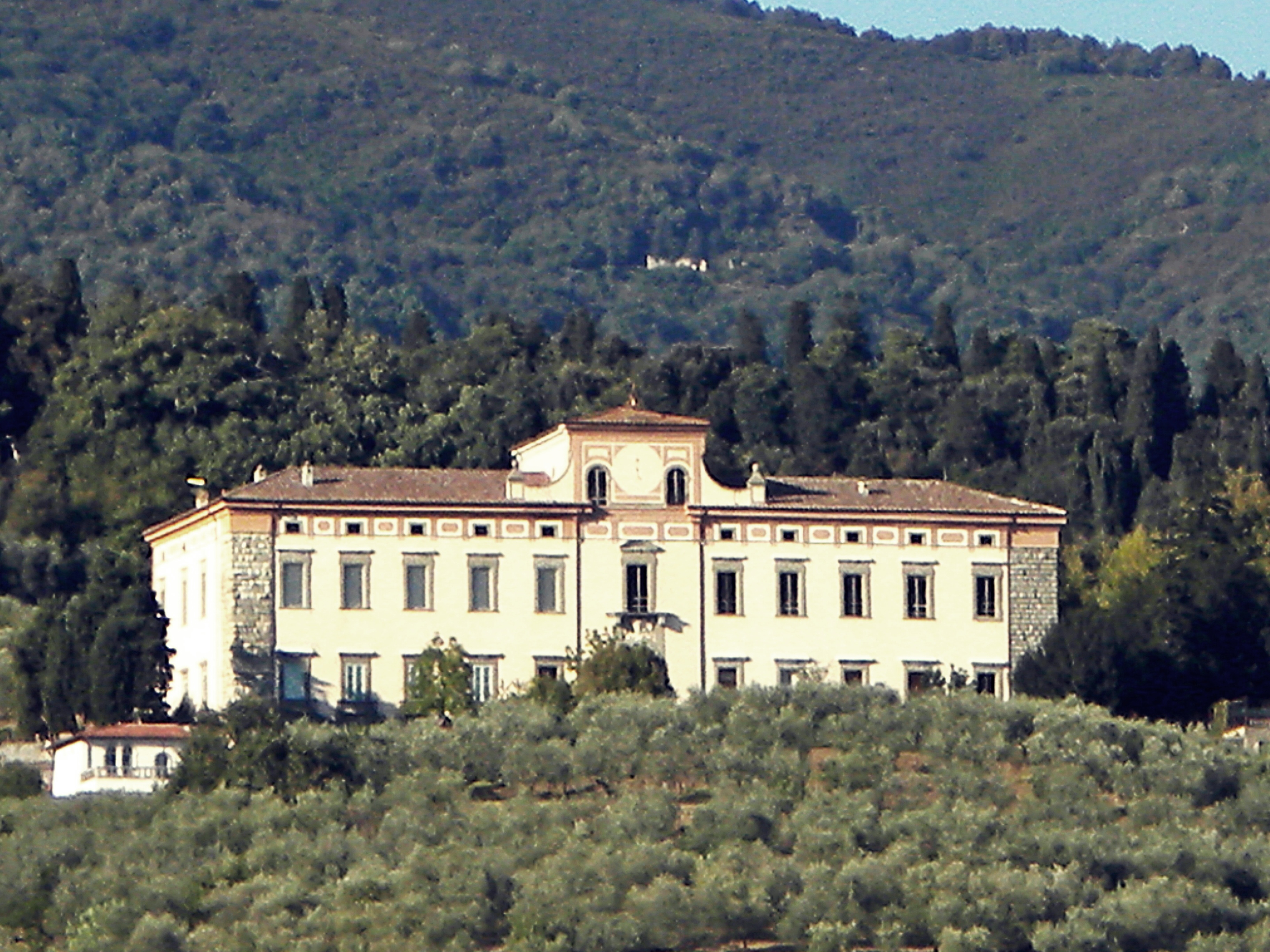
Villa del Barone a Bagnolo di Sopra.

- Antic Poble Riva di Bagnolo a Bagnolo di Sopra
- Casone dei Valori al castell de Montemurlo
- Granja Javello
- Granja Palarciano a Montemurlo
- La fortalesa del castell de Montemurlo
- Vila del Baró
- Villa Bresci a Bagnoli di Sopra
- Xalet a Campi Solari
- Vila de Galceto a Bagnolo
- Vila de Popolesco a Popolesco
- Villa Gherardini a Montemurlo
- Villa Giamari a Fornacelle
- Villa Melchi a Borgo Forte
- Villa Pazzi a Parugiano
- Villa Strozzi a Bagnolo